# Santa Rosa de Copán (departementshuvudort)
Santa Rosa de Copán är en departementshuvudort i Honduras.   Den ligger i departementet Departamento de Copán, i den västra delen av landet, 190 km väster om huvudstaden Tegucigalpa. Santa Rosa de Copán ligger 1 146 meter över havet och antalet invånare är 27 753.
Terrängen runt Santa Rosa de Copán är huvudsakligen kuperad. Santa Rosa de Copán ligger uppe på en höjd. Runt Santa Rosa de Copán är det ganska glesbefolkat, med 48 invånare per kvadratkilometer. Santa Rosa de Copán är det största samhället i trakten. 